# Rambling Rose
Pour plus de détails, voir Fiche technique et Distribution.
Rambling Rose ou Rose Passion au Québec, est un film américain réalisé par Martha Coolidge, sorti en 1991.

## Fiche technique
- Titre : Rambling Rose
- Titre québécois : Rose Passion
- Réalisation : Martha Coolidge
- Scénario : Calder Willingham d'après son livre
- Production : Renny Harlin, Mario Kassar et Edgar J. Scherick
- Musique : Elmer Bernstein
- Photographie : Johnny E. Jensen
- Montage : Steven Cohen
- Pays d'origine : États-Unis
- Format : Couleurs - 1,85:1 - Dolby
- Genre : Drame
- Durée : 112 minutes
- Date de sortie : 1991

## Distribution
- Laura Dern (V.F. : Caroline Beaune ; V.Q. : Anne Bédard) : Rose
- Robert Duvall (V.Q. : Hubert Fielden) : Daddy Hilyer
- Diane Ladd (V.Q. : Madeleine Arsenault) : Mère
- Lukas Haas (V.Q. : Gilbert Lachance) : Buddy
- John Heard (V.Q. : Jean-Luc Montminy) : Willcox Hillyer
- Kevin Conway (V.Q. : Jean Fontaine) : Dr Martinson
- Lisa Jakub : Doll
- Robert John Burke (V.Q. : Denis Mercier) : Dave Wilkie

## Récompenses et distinctions
- Independent Spirit Award du meilleur film